# Mount Français
Mount Français är det högsta berget på Anversön i Antarktis. Det är en del av Trojan Range, och når en höjd av 2 760 m ö.h.
Mount Français upptäcktes av Belgiska Antarktisexpeditionen, som utforskade Anversöns sydöstkust 1898. Det sågs senare av en fransk antarktisexpedition (1903-1905) under ledning av Jean-Baptiste Charcot, som namngav det efter expeditionens skepp.